# Malbork (powiat kartuski)
Malbork (kaszub. Malbórg) – kolonia w Polsce, w województwie pomorskim, w powiecie kartuskim, w gminie Stężyca, jest częścią składową sołectwa Gapowo.
Do 2023 miejscowość była częścią wsi Gapowo.
W latach 1975–1998 Malbork administracyjnie należał do województwa gdańskiego.
Malbork 31 grudnia 2011 r. miał 31 stałych mieszkańców.